# 869 Mellena
869 Mellena este o planetă minoră ce orbitează Soarele, descoperită pe 9 mai 1917.